# Eliezer Mayenda
Eliezer Mayenda Dossou (Saragozza, 8 maggio 2005) è un calciatore spagnolo, attaccante del Sunderland.

## Carriera

### Club
Ha iniziato a giocare a calcio nel settore giovanile dell'Ebro per poi trasferirsi in Francia dove ha militato nel Breuillet, nel Bretigny ed infine nel Sochaux. Con quest'ultimo club (con cui dal 2021 al 2023 ha anche giocato diverse partite nella quinta divisione francese con la squadra riserve) ha debuttato in prima squadra il 18 dicembre 2021 nell'incontro di Coppa di Francia perso ai rigori contro il Nantes ed ha segnato il primo gol il 25 febbraio 2023, in Ligue 2 contro l'Annecy.
Il 28 luglio 2023 è stato acquistato a titolo definitivo dal Sunderland, club della seconad divisione inglese, ma a causa del poco spazio nel mercato invernale del 2024 è stato ceduto in prestito all'Hibernian. Rientrato in Inghilterra è stato confermato in rosa diventando un elemento chiave nel club biancorosso e trovando i suoi primi gol gol il Championship il 18 agosto nella partita vinta 4-0 contro lo Sheffield Weds.

### Nazionale
Ha giocato nelle nazionali giovanili spagnole Under-17 ed Under-21.

## Statistiche

### Presenze e reti nei club
Statistiche aggiornate al 14 maggio 2025.
| Stagione        | Squadra         | Campionato      | Campionato | Campionato | Coppe nazionali | Coppe nazionali | Coppe nazionali | Coppe continentali | Coppe continentali | Coppe continentali | Altre coppe | Altre coppe | Altre coppe | Totale | Totale |
| Stagione        | Squadra         | Comp            | Pres       | Reti       | Comp            | Pres            | Reti            | Comp               | Pres               | Reti               | Comp        | Pres        | Reti        | Pres   | Reti   |
| --------------- | --------------- | --------------- | ---------- | ---------- | --------------- | --------------- | --------------- | ------------------ | ------------------ | ------------------ | ----------- | ----------- | ----------- | ------ | ------ |
| 2021-2022       | Sochaux 2       | N3              | 9          | 1          | -               | -               | -               | -                  | -                  | -                  | -           | -           | -           | 9      | 1      |
| 2022-2023       | Sochaux 2       | N3              | 5          | 3          | -               | -               | -               | -                  | -                  | -                  | -           | -           | -           | 5      | 3      |
| 2021-2022       | Sochaux         | L2              | 0          | 0          | CF              | 1               | 0               | -                  | -                  | -                  | -           | -           | -           | 1      | 0      |
| 2022-2023       | Sochaux         | L2              | 15         | 1          | CF              | 0               | 0               | -                  | -                  | -                  | -           | -           | -           | 15     | 1      |
| 2023-gen. 2024  | Sunderland      | FLC             | 8          | 0          | FACup+CdL       | 0               | 0               | -                  | -                  | -                  | -           | -           | -           | 8      | 0      |
| gen.-giu. 2024  | Hibernian       | SP              | 2          | 0          | CS+CdL          | 2+0             | 0               | -                  | -                  | -                  | -           | -           | -           | 4      | 0      |
| 2024-2025       | Sunderland      | FLC             | 39         | 9          | FACup+CdL       | 1+0             | 0               | -                  | -                  | -                  | -           | -           | -           | 40     | 9      |
| Totale carriera | Totale carriera | Totale carriera | 78         | 14         |                 | 4               | 0               |                    | -                  | -                  |             | -           | -           | 82     | 14     |